# Leptochilus oraniensis
Leptochilus oraniensis är en stekelart som först beskrevs av Amédée Louis Michel Lepeletier 1841.  Leptochilus oraniensis ingår i släktet Leptochilus och familjen Eumenidae. Inga underarter finns listade i Catalogue of Life.